# إثيل رايت
إثيل رايت (بالإنجليزية: Ethel Wright) هي ممثلة أمريكية، ولدت في 24 يونيو 1884 في منرال بوينت في الولايات المتحدة، وتوفيت في 7 نوفمبر 1958.

## وصلات خارجية
- إثيل رايت على موقع IMDb (الإنجليزية)
- إثيل رايت على موقع أول موفي (الإنجليزية)
- إثيل رايت على موقع قاعدة بيانات الفيلم (الإنجليزية)
- إثيل رايت على موقع كينوبويسك (الروسية)